# Північна церква (Амстердам)
Північна церква (нід. Noorderkerk, Нордеркерк) — протестантський храм у столиці Нідерландів місті Амстердамі, яскрава історико-архітектурна пам'ятка доби Золотої доби Голландії 1-ї половини XVII століття.
Церква розташована в амстердамському середмісті на березі канала Прінсенграхт у кварталі Йорда(а)н (Jordaan) на площі Північного базару (Noordermarktplein). 

## Опис
Хоча інші творіння архітектора Г. де Кейзера, що будував Північну церкву, — амстердамські церкви Південна і Західна мають традиційніше базилікальне планування, цей храм має симетричний, хрещатий план, що відображає ідеали Відродження і протестантизму. 
Унікальність планування храму де Кейзера в тому, що він поєднує у культовій споруді восьмикутний план поверху із загальною структурою храму у формі грецького хреста, з чотирма сторонами рівної довжини. Прибудови займають кожний кут цього хреста, а маленьку церковну вежу було споруджено в центрі хреста. 
Масивні колони тосканського ордера домінують в інтер'єрі церкви.

## З історії храму

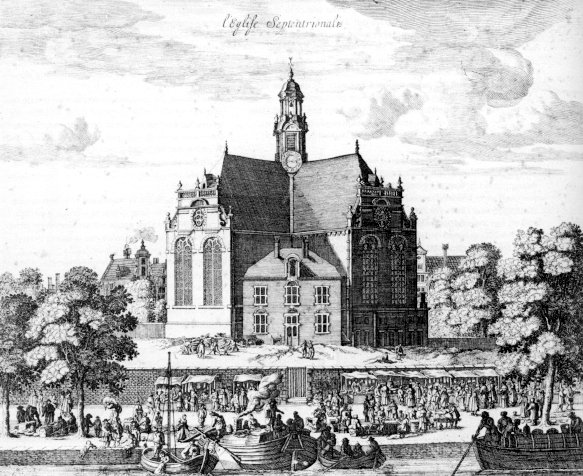
Нордекерк на гравюрі XVIII століття (століття, у якому була побудована)

Північна церква Амстердама була побудована у 1620—23 роках для пастви околиць міського району Йордан (Jordaan), що швидко зростав. У районі на той час була вже церква — Західна (Вестеркерк), але міська влада вирішила, що другий храм має бути побудований, щоб обслуговувати населення північної частини району. Тим більше, що Нордеркерк стала церквою для простих людей, тоді як Вестеркерк відвідували головним чином представники середнього і вищого класів.
Архітектором храму запросили Гендріка де Кейзера, який, окрім іншого, спроектував для Амстердама також Зюдеркерк (Південну церкву) і Вестеркерк (Західну церкву). Після смерті Г. де Кейзера в 1621 році, його син Пітер де Кейзер взяв на себе зведення храму і керував його завершенням.
Близькість Північного ринку (Noordermarkt), а значить гамірливої торговиці, завжди вдігравала свою роль у роботі храму. 
Під час Другої світової війни у лютому 1941 року на площі біля церкви (площа Північного ринку) відбувся заборонений німецькою окупаційною владою антифашистський Лютневий страйк, про що нині нагадує меморіальна дошка на південному фасаді Нордеркерку.
Амстердамська Північна церква була відреставрована в період 1993—98 років. Відновлювальні роботи на маленькій башті храму тривали протягом 2003—04 років; нарешті орган Нордеркерку був відновлений у 2005 році. 
У теперішній час Північна церква Амстердама, як і раніше, використовується як діючий протестантський храм. У приміщенні церкви також регулярно відбуваються концерти класичної музики.

## Галерея

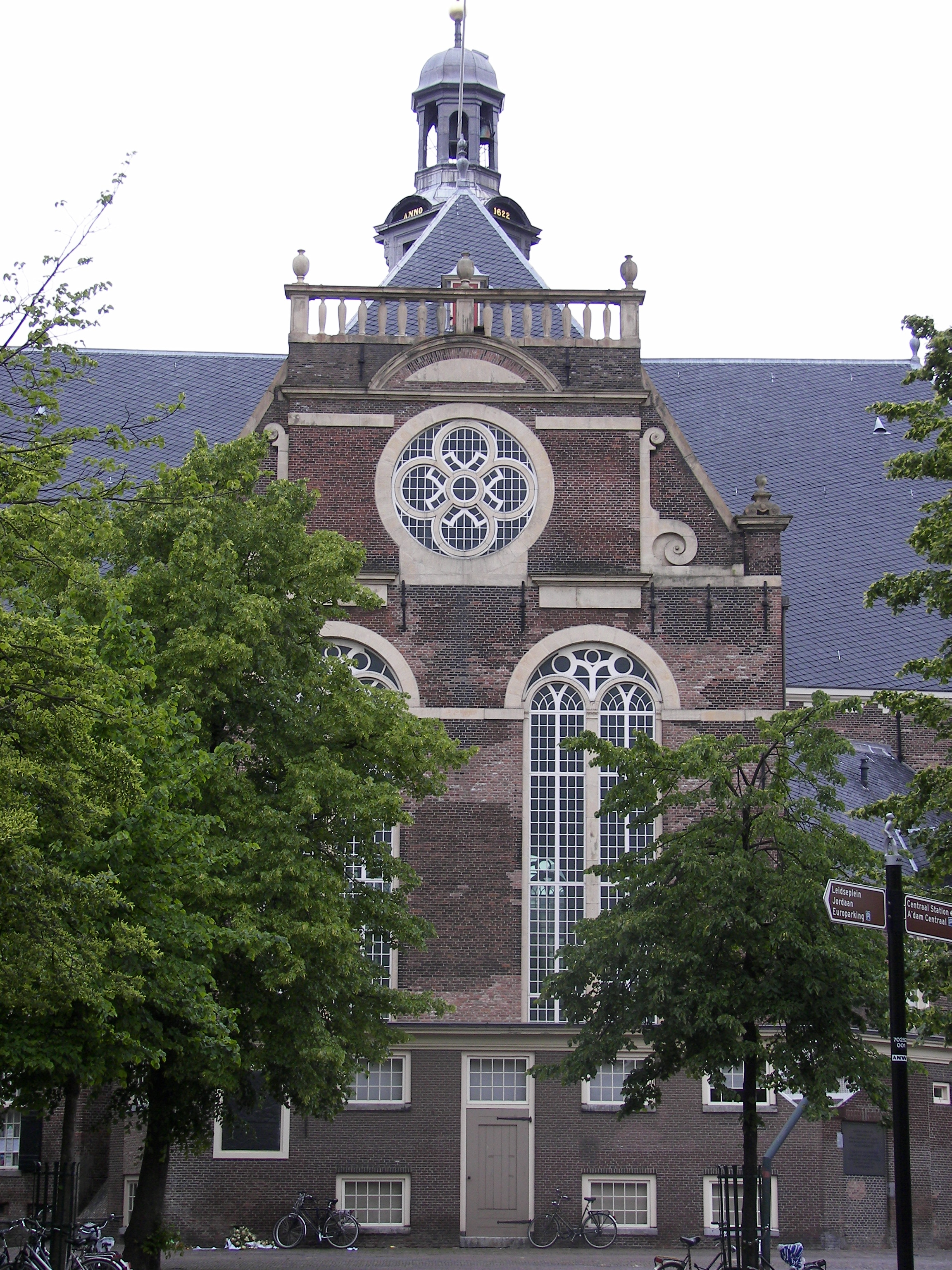
Один з фасадів Нордеркерку
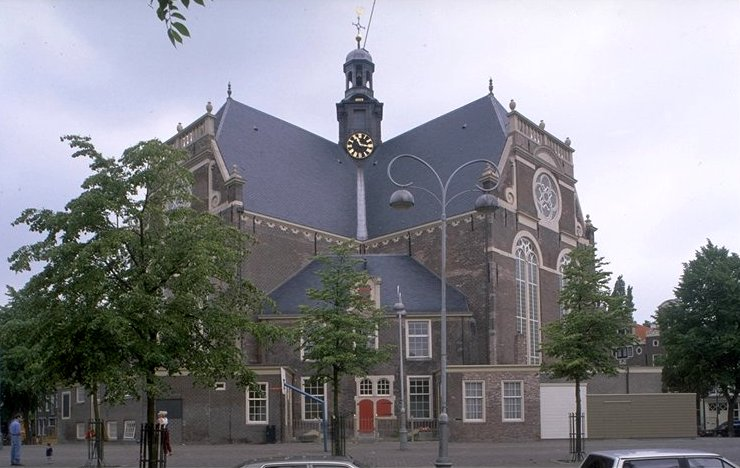
На цьому фото добре видно хрестоподібне планування храму
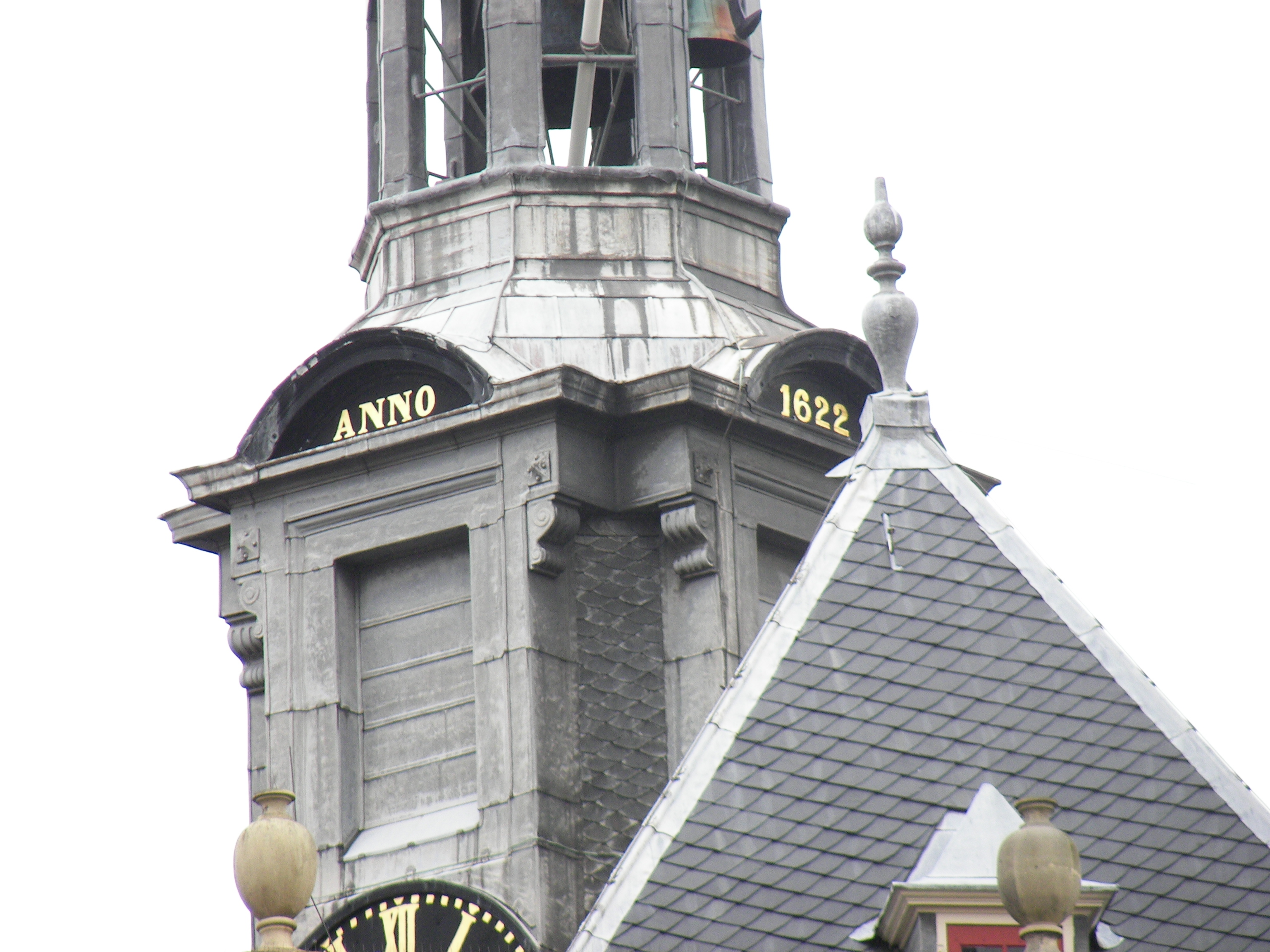
Фрагмент вежі культової споруди
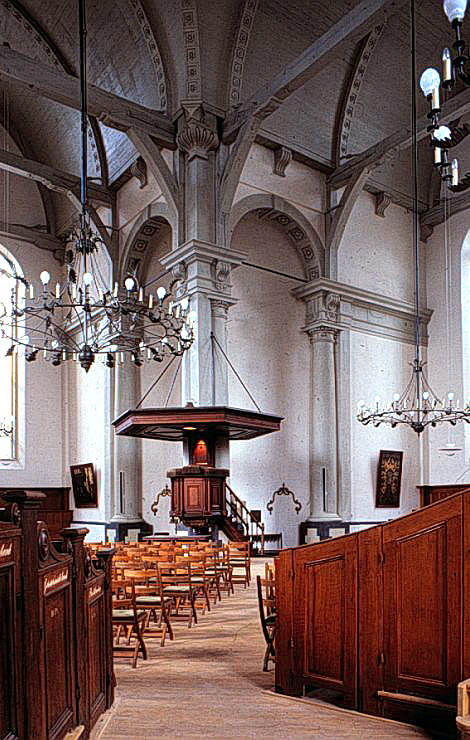
Інтер'єр храму